# 포선
포선(布扇)은 전통 혼례식에서 신랑이 얼굴을 가리는 데 쓰는 도구이다. 신부를 맞이하기 전에 얼굴을 포선으로 가려서 기다리며 이는 전통 혼례 때 주변 사람들이 신랑을 놀리기에 신랑이 웃는 모습을 보이지 않도록 입 주변을 가리도록 하기 위해서다.
포선의 다른 용도는 제례 때 상주가 얼굴을 가리기 위해서 쓴 것이었으며 일종의 나무 재질로 만들어 얼굴을 가리도록 한 부채여서 천이나 베를 사각형으로 자른 뒤 양 쪽에 나무를 붙여 양손으로 들도록 했다.
이에 관련된 속담으로 포선 뒤에서 엿 먹는 것 같다라는 말이 있다. 입을 가려 놓고 무엇을 하는 얌체같은 짓을 꼬집어 이르는 말이다.